# Helena Dam á Neystabø
Helena Dam á Neystabø (Copenhague, 10 décembre 1955) est une femme politique féroïenne.

## Biographie
Membre du parti Autogouvernement, elle en a présidé le groupe au Løgting entre 1993 et 1998, puis en a été présidente de 1994 à 2001.
Elle a été Ministre de la culture sous le Gouvernement Kaj Leo Johannesen I et Ministre des Affaires intérieures sous le Gouvernement Jóannes Eidesgaard II. 